# آرتور لارسون
آرتور لارسون (انگلیسی: Arthur Larson؛ ۴ ژوئیه ۱۹۱۰ – ۲۷ مارس ۱۹۹۳) استاد دانشگاه و وکیل اهل ایالات متحده آمریکا بود.
وی همچنین برندهٔ جوایزی همچون بورسیه رودز شده‌است.

## زندگی
لارسون سال ۱۹۱۰ در سو فالز، داکوتای جنوبی، ایالات متحده آمریکا زاده شد.

## حرفه
او در دانشگاه تنسی، دانشگاه پیتسبورگ و مدرسه حقوق دانشگاه دوک مشغول به فعالیت بوده و همچنین به نویسندگی و وکالت نیز می‌پرداخته‌است.